# Cucuieți (Dofteana), Bacău
Cucuieți este un sat în comuna Dofteana din județul Bacău, Moldova, România.
 Acest articol despre o localitate din județul Bacău este deocamdată un ciot. Puteți ajuta Wikipedia prin completarea lui.